# Gmina Žumberak
Gmina Žumberak (chorw. Općina Žumberak) – gmina w Chorwacji, w żupanii zagrzebskiej. W 2011 roku liczyła  883 mieszkańców.